# Jordan Nobbs
Jordan Nobbs, född 8 december 1992 i Stockton-on-Tees, är en engelsk fotbollsspelare som efter många år i Arsenal WFC från januari 2023 spelar som mittfältare för Aston Villa WFC. Hon spelar även för det engelska landslaget. Hon ingick i laget som tog brons i världsmästerskapet i fotboll för damer 2015 och spelade en match i turneringen.